# رقصاک
رقصاک یا داءالرقص (به انگلیسی: chorea) نام گروهی از بیماری‌ها است که موجب حرکتی پرشی و غیرارادی به ویژه در شانه‌ها و مفاصل خاصره‌ای - رانی و صورت می‌شوند و موجب پیچ و تابی شبیه به رقص در بدن می‌گردد. حرکات، جهشی هستند و برعکس حرکت‌پریشی اغلب مفاصل بزرگ درگیرند. رقصاک یا اکتسابی است یا ژنتیکی.
کره سیدنهام شایعترین فرم رقصاک اکتسابی است که تنها علامت نورولوژیک موجود در بیماری تب روماتیسمی است. کره هانتینگتون یک اختلال پیشرونده و تباهی‌زای (دژنراتیو) سلول‌های مغزی است. انتقال ژنتیکی و به صورت اتوزومال غالب می‌باشد. شیوع بیماری یک در هر ده هزار نفر دیده می‌شود.
بیماری ویلسون و برخی داروها مانند لوودوپا نیز می‌توانند موجب رقصاک شوند.